# Nieuwland (Brielle)
Nieuwland is een jonge wijk van de plaats Brielle ten zuiden van de N218. De wijk telt ongeveer 1500 inwoners.
De naam is ontleend aan polder 't Nieuwland.